# Campionati africani di atletica leggera 2016 - Staffetta 4×400 metri maschile
La staffetta 4×400 metri maschile ai Campionati africani di atletica leggera di Durban 2016 si è svolta il 26 giugno 2016 al Kings Park Stadium.

## Podio
| Oro     | Botswana Karabo Sibanda Baboloki Thebe Onkabetse Nkobolo Leaname Maotoanong |
| Argento | Kenya Boniface Mucheru Alphas Kishoyian Boniface Mweresa Haron Koech        |
| Bronzo  | Sudafrica Jon Seeliger Shaun de Jager Ofentse Mogawane LJ van Zyl           |

## Programma
| Data           | Ora | Turno  |
| -------------- | --- | ------ |
| 26 giugno 2016 |     | Finale |

## Risultati
| Class   | Nazione       | Atleti                                                                   | Tempo   | Notes            |
| ------- | ------------- | ------------------------------------------------------------------------ | ------- | ---------------- |
| Oro     | Botswana      | Karabo Sibanda, Baboloki Thebe, Onkabetse Nkobolo, Leaname Maotoanong    | 3:02.20 |                  |
| Argento | Kenya         | Boniface Mucheru, Alphas Kishoyian, Boniface Mweresa, Haron Koech        | 3:04.25 |                  |
| Bronzo  | Sudafrica     | Jon Seeliger, Shaun de Jager, Ofentse Mogawane, LJ van Zyl               | 3:04.73 |                  |
| 4       | Algeria       | Hicham Laaredj, Skander Djamil Athmani, Fethi Benchaa, Soufiane Bouhadda | 3:07.32 |                  |
| 5       | eSwatini      | Mcebo Mkhaliphi, Manqoba Nyoni, Andile Lusenga, Louis Mashaba            | 3:12.64 | Record nazionale |
| 6       | Sudan         | Fathi Adam, Awad Makki, Mohamed Abdelazim Mohamed, Sadam Koumi           | 3:14.58 |                  |
| 7       | Zimbabwe      | Gift Ngwenya, Nigel Tom, Nyasha Mutsetse, Connias Mudzingwa              | 3:14.81 |                  |
| 8       | Sudan del Sud | Mangar Chep, Gatkuoth Chol, Santino Kenyi, Stephen Ukele                 | 3:22.50 |                  |